# Micro-Star International
Micro-Star International (MSI) е тайванска компания със седалище в гр. Тайпей. Основана е през август 1986 г.
Произвежда компютърна техника и електроника. Специализира се в разработката и производството на дънни платки, видеокарти, преносими компютри, сървъри, мрежово оборудване, мултимедия, битова електроника и устройства за съхраняване на информация. Произвежданите от компанията дънни платки поддържат процесори на компаниите AMD и Intel, включително имат поддръжка на SLI (Scalable Link Interface) и CrossFire, съответно технологии на Nvidia и ATI за подобряване на графичното изображение.
Заводите на компанията са разположени в Тайван и Континентален Китай.